# El Rusbayo
El Rusbayo (del idioma inglés Rose Valley: "Valle de Rosas") es un ejido del municipio de Agua Prieta ubicado en el noreste del estado mexicano de Sonora, cercano a la frontera con Estados Unidos y a la división territorial con el estado de Chihuahua en la zona de la Sierra Madre Occidental. El ejido es la tercera localidad más habitada del municipio contando en 2020 con 116 habitantes, según datos de Instituto Nacional de Estadística y Geografía (INEGI). Se encuentra a 59.3 km al sureste de la ciudad de Agua Prieta, cabecera del municipio, y a 436 km al noreste de Hermosillo, la capital estatal. La localidad está asentada en el camino que conecta a Agua Prieta y Bavispe.
El 28 de agosto de 1916 cuando se erigió el Municipio de Agua Prieta, la localidad quedó dentro de la administración de éste, con la categoría de rancho, en 1940 pasó a ser un ejido y así ha permanecido. Su mayor población la tuvo en la década de los años 1950 con 414 habitantes, según el censo poblacional de ese año.

## Geografía
Se localiza bajo las coordenadas 31°00′18″ de latitud norte y 109°16′59″ de longitud oeste del meridiano de Greenwich, a una elevación de 914 metros sobre el nivel del mar. Tiene un área de 0.17 kilómetros cuadrados, situado entre las serranías de la Sierra Madre Occidental; las serranías más cercanas son las de Agua Prieta, San Bernardino, De Guadalupe, Gallardo, Putaicachi, La Cabullona, San Luis y Xitahueta. En este lugar convergen aguas fluviales que escurren desde los cuatro puntos cardinales. El río Bavispe inicia su recorrido hacia el norte desde las faldas de la sierra Madre Occidental para ir al encuentro del Batepito, que viene desde el sureste de Arizona. Se suman los escurrimientos de las montañas del oriente (en el límite con el estado de Chihuahua), y del poniente (del municipio de Fronteras). La reunión de ambos ríos tiene lugar justo a 20 km al sur, en la localidad vecina de Colonia Morelos, donde unen sus destinos y enfilan hacia el suroeste, para desembocar por el río Yaqui en el Golfo de California.

## Demografía
Según el Censo de Población y Vivienda realizado en 2020 realizado por el Instituto Nacional de Estadística y Geografía (INEGI), el pueblo tiene un total de 116 habitantes, de los cuales 64 son hombres y 52 son mujeres. En 2020 había 52 viviendas, pero de estas 38 viviendas estaban habitadas, de las cuales 16 estaban bajo el cargo de una mujer. Del total de los habitantes, sólo 1 persona (0.86%) se considera afromexicano o afrodescendiente.
El 56.03% de sus pobladores pertenece a la religión católica y el 27.59% es cristiano evangélico/protestante o de alguna variante, mientras que el 16.38 de la población no tiene ninguna religión.

### Educación y salud
Según el Censo de Población y Vivienda de 2020; 4 niños de entre 6 y 11 años (3.45% del total), 1 adolescente de entre 15 y 17  y años (0.86%) y 1 joven de entre 18 y 24 años (0.86) no asisten a ninguna institución educativa. 12 habitantes de 15 años o más (10.34%) son analfabetas, 5 habitantes de 15 años o más (4.31%) no tienen ningún grado de escolaridad, 39 personas de 15 años o más (33.62%) lograron estudiar la primaria pero no la culminaron, 3 personas de 15 años o más (2.59%) iniciaron la secundaria sin terminarla, teniendo el pueblo un grado de escolaridad de 5.58.
La cantidad de población que no está afiliada a un servicio de salud es de 21 personas, es decir, el 18.1% del total, de lo contrario el 81.9% si cuenta con un seguro médico ya sea público o privado. Según el mismo censo, 6 personas (5.17%) tienen alguna discapacidad o límite motriz para realizar sus actividades diarias, mientras que 3 habitantes (2.59%) poseen algún problema o condición mental.
En el ejido se encuentran dos instituciones educativas: la escuela primaria "Emiliano Zapata", de carácter público y controlada por el gobierno federal, y la telesecundaria #324, también pública pero administrada por el estado.

### Población histórica
Evolución de la cantidad de habitantes desde el evento censal del año 1921:
| Año           | 1921 | 1930 | 1940 | 1950 | 1960 | 1970 | 1980 | 1990 | 1995 | 2000 | 2005 | 2010 | 2020 |
| Población     | 24   | 83   | 215  | 414  | 316  | 282  | 181  | 356  | 73   | 98   | 104  | 187  | 116  |
| Fuente: INEGI |      |      |      |      |      |      |      |      |      |      |      |      |      |

## Gobierno
Véase también: Gobierno del Municipio de Agua Prieta
El Rusbayo es una de las 142 localidades en las que se conforma el municipio, y su gobierno se encuentra en la ciudad de Agua Prieta, cabecera del municipio, el ayuntamiento consta de un presidente municipal, un síndico y cuatro regidores, electos cada 3 años. Debido a su cercanía a la cabecera que es donde se encuentra el palacio municipal, no es necesario que en esta localidad haya un delegado auxiliar designado.